# Henry Scheffé
Henry Scheffé (Nova Iorque, 11 de abril de 1907 — Berkeley (Califórnia), 5 de julho de 1977) foi um estatístico estadunidense.